# Pabellón Nacional de la Biodiversidad
El Pabellón Nacional de la Biodiversidad es un recinto enfocado a la divulgación del conocimiento científico, aprendizaje, investigación y conservación de la biodiversidad mexicana. Es un proyecto científico y cultural, que a través de una museografía interactiva y lúdica propone un recorrido por la riqueza natural de México. Ubicado en el Centro Cultural Universitario de la Universidad Nacional Autónoma de México.

## Institución
El Pabellón Nacional de la Biodiversidad pertenece al Instituto de Biología de la UNAM, el cual se dedica a la investigación, las cuales se extienden sobre el territorio mexicano, incluyendo las estaciones biológicas de Chamela y Tropical Los Tuxtlas. Dentro de sus integrantes se encuentran 5 unidades académicas reuniendo así a los departamentos de Botánica y Zoología, El Jardín Botánico y las dos estaciones mencionadas.
El IB propone proyectos orientados a promover el conocimiento de la biodiversidad enfocado en el estudio de la composición, distribución, orígenes y los usos de la flora, fauna y hongos que se encuentran en México. En este sentido, el PaBio difunde todo el conocimiento que se genera, además propone actividades de comunicación pública que compartan de manera activa los saberes mediante eventos, videos, infografías, imágenes y posts en sus redes sociales en relación a distintas temáticas. 

## Arquitectura
El edificio es una donación de Fundación Carlos Slim y fue inaugurado el 6 de octubre de 2021. En el exterior está conformado por una cubierta de acero reflejado y al interior cuenta con tres niveles en una superficie de 12 mil metros cuadrados. Las escaleras asimétricas representan un elemento arquitectónico central debido a que crean una conexión entre los 3 pisos. Carlos Slim menciona que el pabellón busca impulsar el gusto y el interés por el conocimiento, la ciencia y la tecnología entre los universitarios, sus familias y los visitantes que tenga a lo largo de muchos años. Es el proyecto arquitectónico más importante en Latinoamérica en temas de biodiversidad y con el cual la Universidad Nacional Autónoma de México refleja su compromiso con la agenda ambiental. El Pabellón cuenta con dos laboratorios donde los investigadores realizan extracción de DNA de los organismos y comparándolos con otros, a fin de conocer sus relaciones y los procesos evolutivos que dieron origen y mantienen a la biodiversidad estos laboratorios están enfocados uno enfocado a la Secuenciación Genómica y otro a la Biología Molecular.
El Pabellón resguarda una Biblioteca Digital con más de 200 equipos tecnológicos entre los cuales hay equipos de cómputo, gadgets educativos, tabletas, drones, microscopio digital, robots y una impresora 3D.

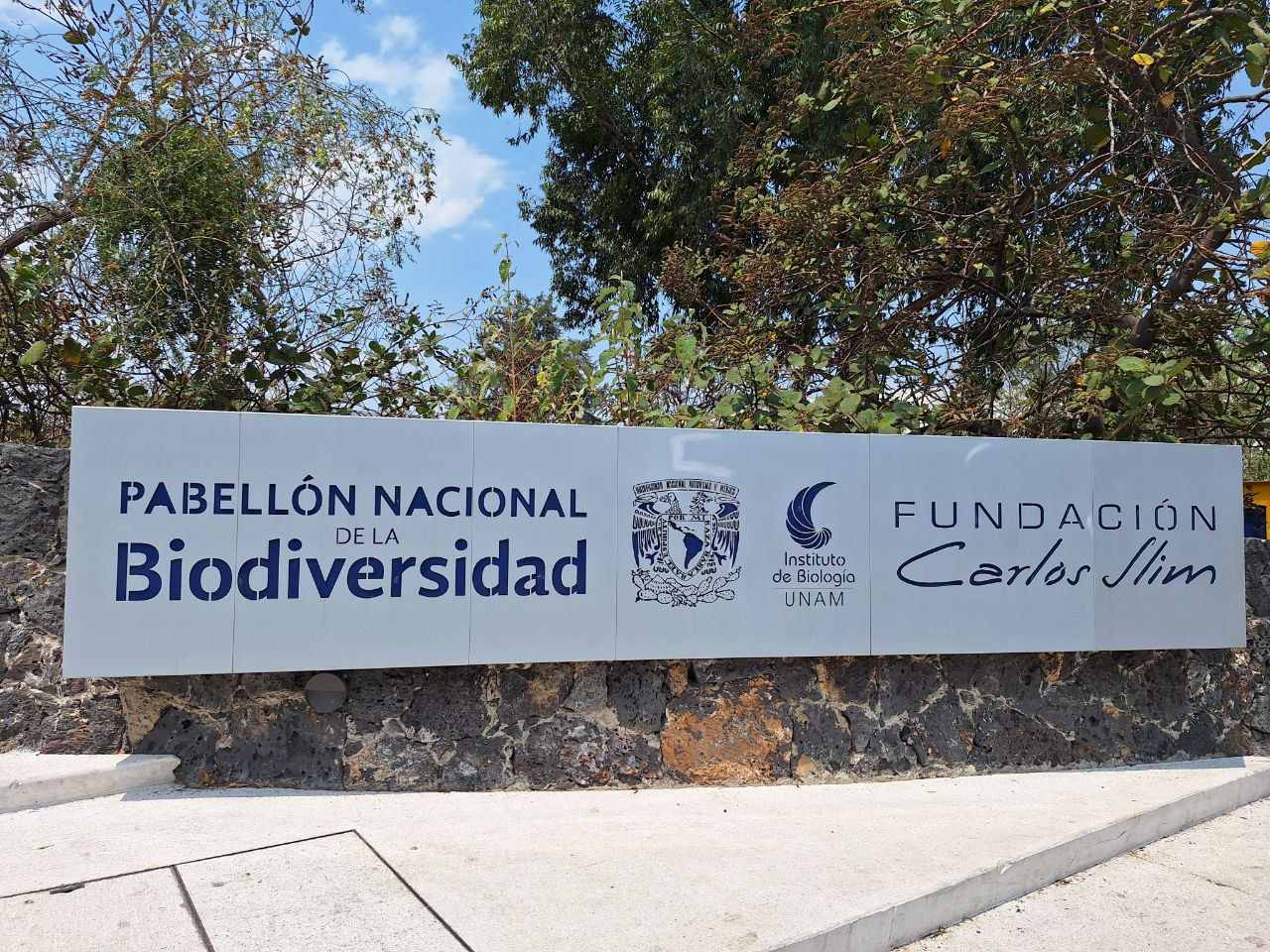
Letrero del Pabellón Nacional de la Biodiversidad en Ciudad Universitaria

## Colecciones
El propósito del Pabellón Nacional de la Biodiversidad, es, entre otros, exhibir y exponer las colecciones nacionales de peces, mamíferos, anfibios, xiloteca, herbario, aves, insectos y reptiles. Cada una de las piezas que se encuentra en exposición es prestada por el Instituto de Biología y la Facultad de Ciencias de la UNAM, que representa cerca de 130 mil especímenes disecados desde anfibios, insectos, mamíferos, reptiles, microorganismos que se pueden observar a través de microscopios, hasta el esqueleto de un cachalote y una ballena azul.

Cuenta con un espacio de homenaje a Mario Molina, científico mexicano reconocido con el Premio Nobel de Química. Además de tener una exhibición de arte relacionada con naturaleza y animales, de la colección del Museo Soumaya, conformada con algunas piezas del artista Salvador Dalí.

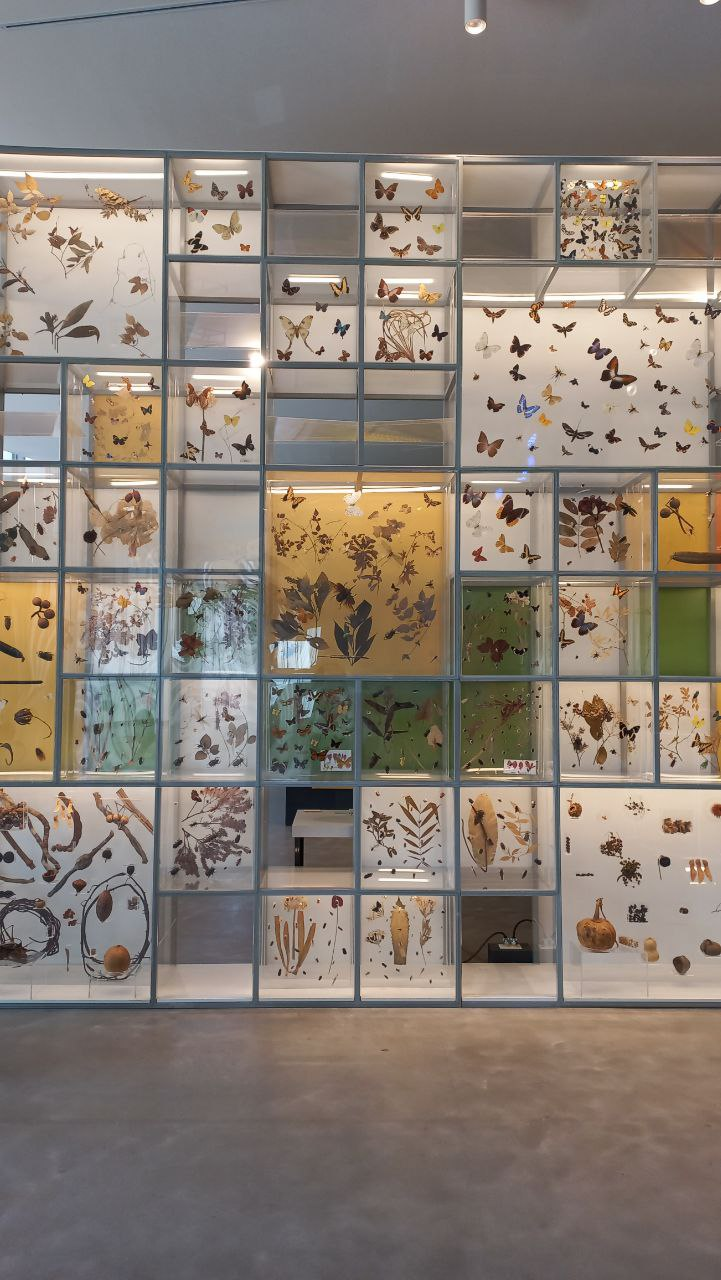
Pabellón Nacional de la Biodiversidad
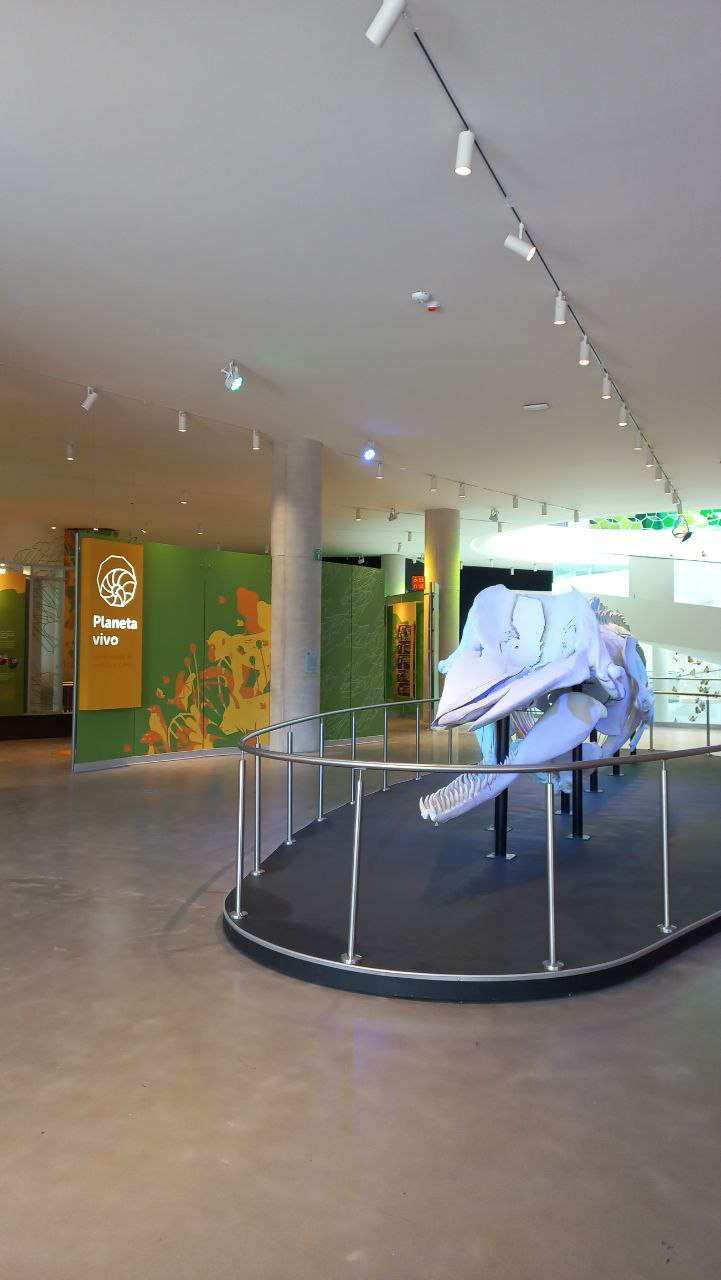
Entrada Pabellón Nacional de la Biodiversidad
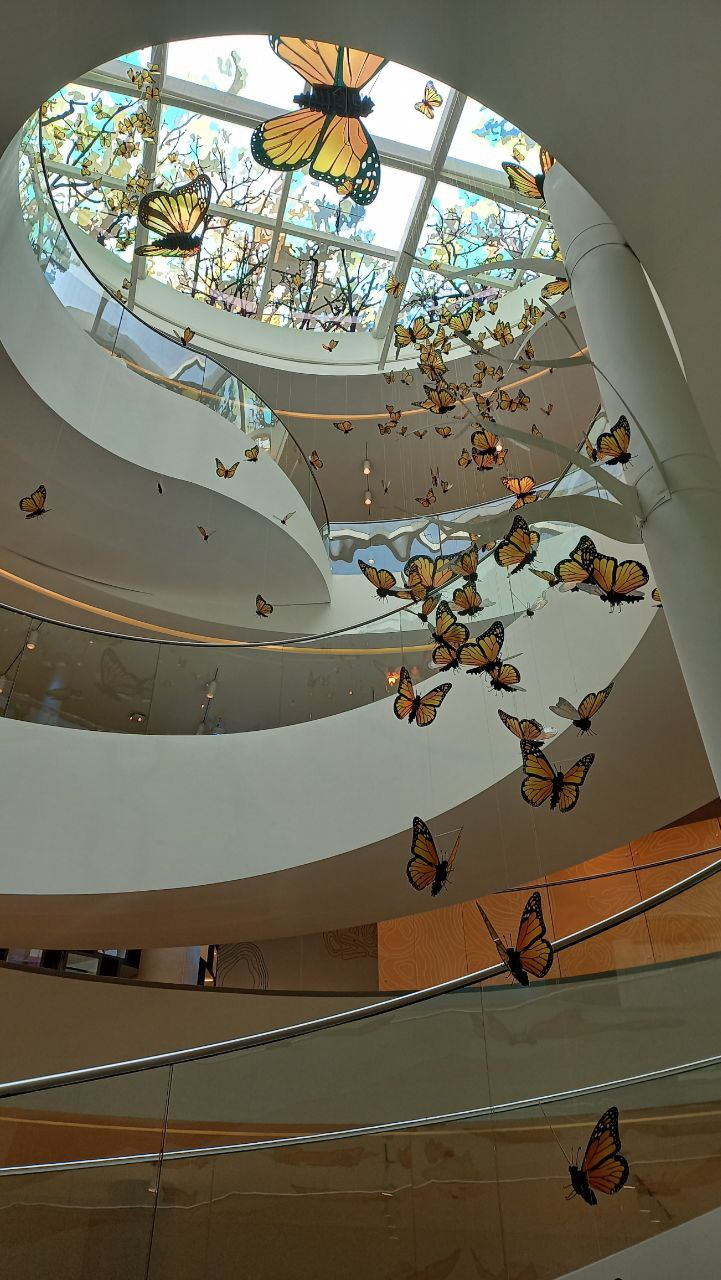
Escaleras del Pabellón Nacional de la Biodiversidad